# Kvalspelet till världsmästerskapet i fotboll 2006 (OFC)

## Grundförutsättningar och kvalificerade nationer
Samtliga tolv nationer anslutna till det oceaniska fotbollsförbundet (OFC) deltog i kvalet till VM i Tyskland 2006.

Efter tre faser med totalt 37 spelade matcher stod det klart att Australien tagit sig vidare till det helt avgörande interkonfederala playoffmötet med femman i den sydamerikanska kvalgruppen, Uruguay. Sedermera skulle det också visa sig att Mark Vidukas Australien höll hela vägen och via straffar kvalificerade man sig för VM i Tyskland 2006, något som inte hänt sedan VM 1974 i dåvarande Västtyskland.

## Första gruppspelet

### Inför
Tio nationer deltar, två står över.
De två bäst rankade nationerna på FIFA:s världsranking per den 22 oktober 2003 står över den första fasen. De övriga tio nationerna seedas i fem potter med två nationer i varje pott, enligt samma ranking. Enda undantaget var Nya Kaledonien som vid tiden för seedningen inte var fullbördig FIFA-medlem och därför rankades efter sin placering i 2002 års Oceaniska mästerskap då de slutade på åttonde plats.
- Står över: Australien, Nya Zeeland
- Pott A: Tahiti, Fiji
- Pott B: Salomonöarna, Vanuatu
- Pott C: Papua Nya Guinea, Nya Kaledonien
- Pott D: Samoa, Tonga
- Pott E: Cooköarna, Amerikanska Samoa

En nation från vardera pott dras till varje grupp.

### Grupp 1
| Nr | Lag            | S | V | O | F | GM | IM | MS  | P  |
| -- | -------------- | - | - | - | - | -- | -- | --- | -- |
| 1  | Salomonöarna   | 4 | 3 | 1 | 0 | 14 | 1  | +13 | 10 |
| 2  | Tahiti         | 4 | 2 | 2 | 0 | 5  | 1  | +4  | 8  |
| 3  | Nya Kaledonien | 4 | 2 | 1 | 1 | 16 | 2  | +14 | 7  |
| 4  | Tonga          | 4 | 1 | 0 | 3 | 2  | 17 | −15 | 3  |
| 5  | Cooköarna      | 4 | 0 | 0 | 4 | 1  | 17 | −16 | 0  |

|              | 10 maj 2004  | Salomonöarna                                                       | 6 – 0           | Tonga | Lawson Tama Stadium                                    |                                                        |
| 14:00 UTC+11 | 14:00 UTC+11 | Henry Fa'arodo 12′, 30′, 77′ Alick Maemae 62′, 76′ Jack Samani 79′ | (2 – 0) Rapport |       | Honiara Publik: 12 385 Domare: Harry Attison (Vanuatu) | Honiara Publik: 12 385 Domare: Harry Attison (Vanuatu) |
| 14:00 UTC+11 | 14:00 UTC+11 |                                                                    |                 |       | Honiara Publik: 12 385 Domare: Harry Attison (Vanuatu) | Honiara Publik: 12 385 Domare: Harry Attison (Vanuatu) |
| 14:00 UTC+11 | 14:00 UTC+11 |                                                                    |                 |       | Honiara Publik: 12 385 Domare: Harry Attison (Vanuatu) | Honiara Publik: 12 385 Domare: Harry Attison (Vanuatu) |

|              | 10 maj 2004  | Tahiti                            | 2 – 0           | Cooköarna | Lawson Tama Stadium                                  |                                                      |
| 16:00 UTC+11 | 16:00 UTC+11 | Axel Temataua 2′ Rino Moretta 80′ | (1 – 0) Rapport |           | Honiara Publik: 12 000 Domare: Rajendra Singh (Fiji) | Honiara Publik: 12 000 Domare: Rajendra Singh (Fiji) |
| 16:00 UTC+11 | 16:00 UTC+11 |                                   |                 |           | Honiara Publik: 12 000 Domare: Rajendra Singh (Fiji) | Honiara Publik: 12 000 Domare: Rajendra Singh (Fiji) |
| 16:00 UTC+11 | 16:00 UTC+11 |                                   |                 |           | Honiara Publik: 12 000 Domare: Rajendra Singh (Fiji) | Honiara Publik: 12 000 Domare: Rajendra Singh (Fiji) |

|              | 12 maj 2004  | Salomonöarna                                                                          | 5 – 0           | Cooköarna | Lawson Tama Stadium                                  |                                                      |
| 14:00 UTC+11 | 14:00 UTC+11 | Stanley Waita 21′ Gideon Omokirio 27′ Jack Samani 45′ Alick Maemae 70′ Leo Leslie 81′ | (3 – 0) Rapport |           | Honiara Publik: 14 000 Domare: Lencie Fred (Vanuatu) | Honiara Publik: 14 000 Domare: Lencie Fred (Vanuatu) |
| 14:00 UTC+11 | 14:00 UTC+11 |                                                                                       |                 |           | Honiara Publik: 14 000 Domare: Lencie Fred (Vanuatu) | Honiara Publik: 14 000 Domare: Lencie Fred (Vanuatu) |
| 14:00 UTC+11 | 14:00 UTC+11 |                                                                                       |                 |           | Honiara Publik: 14 000 Domare: Lencie Fred (Vanuatu) | Honiara Publik: 14 000 Domare: Lencie Fred (Vanuatu) |

|              | 12 maj 2004  | Tahiti | 0 – 0   | Nya Kaledonien | Lawson Tama Stadium                                 |                                                     |
| 16:00 UTC+11 | 16:00 UTC+11 |        | Rapport |                | Honiara Publik: 14 000 Domare: Leone Rakaroi (Fiji) | Honiara Publik: 14 000 Domare: Leone Rakaroi (Fiji) |
| 16:00 UTC+11 | 16:00 UTC+11 |        |         |                | Honiara Publik: 14 000 Domare: Leone Rakaroi (Fiji) | Honiara Publik: 14 000 Domare: Leone Rakaroi (Fiji) |
| 16:00 UTC+11 | 16:00 UTC+11 |        |         |                | Honiara Publik: 14 000 Domare: Leone Rakaroi (Fiji) | Honiara Publik: 14 000 Domare: Leone Rakaroi (Fiji) |

|              | 15 maj 2004  | Tonga                                | 2 – 1           | Cooköarna         | Lawson Tama Stadium                                                |                                                                    |
| 14:00 UTC+11 | 14:00 UTC+11 | Mark Uhatahi 46′ Viliami Vaitaki 61′ | (0 – 0) Rapport | 59′ John Pareanga | Honiara Publik: 15 000 Domare: Salaiau Sosongan (Papua Nya Guinea) | Honiara Publik: 15 000 Domare: Salaiau Sosongan (Papua Nya Guinea) |
| 14:00 UTC+11 | 14:00 UTC+11 |                                      |                 |                   | Honiara Publik: 15 000 Domare: Salaiau Sosongan (Papua Nya Guinea) | Honiara Publik: 15 000 Domare: Salaiau Sosongan (Papua Nya Guinea) |
| 14:00 UTC+11 | 14:00 UTC+11 |                                      |                 |                   | Honiara Publik: 15 000 Domare: Salaiau Sosongan (Papua Nya Guinea) | Honiara Publik: 15 000 Domare: Salaiau Sosongan (Papua Nya Guinea) |

|              | 15 maj 2004  | Salomonöarna                        | 2 – 0           | Nya Kaledonien | Lawson Tama Stadium                                    |                                                        |
| 16:00 UTC+11 | 16:00 UTC+11 | Gideon Omokirio 10′ George Suri 42′ | (2 – 0) Rapport |                | Honiara Publik: 20 000 Domare: Harry Attison (Vanuatu) | Honiara Publik: 20 000 Domare: Harry Attison (Vanuatu) |
| 16:00 UTC+11 | 16:00 UTC+11 |                                     |                 |                | Honiara Publik: 20 000 Domare: Harry Attison (Vanuatu) | Honiara Publik: 20 000 Domare: Harry Attison (Vanuatu) |
| 16:00 UTC+11 | 16:00 UTC+11 |                                     |                 |                | Honiara Publik: 20 000 Domare: Harry Attison (Vanuatu) | Honiara Publik: 20 000 Domare: Harry Attison (Vanuatu) |

|              | 17 maj 2004  | Nya Kaledonien                                                                       | 8 – 0           | Cooköarna | Lawson Tama Stadium                               |                                                   |
| 14:00 UTC+11 | 14:00 UTC+11 | Pierre Wajoka 3′ Michel Hmae 20′, 40′, 42′, 52′, 85′ Ramon Djamali 25′ José Hmae 35′ | (6 – 0) Rapport |           | Honiara Publik: 400 Domare: Rajendra Singh (Fiji) | Honiara Publik: 400 Domare: Rajendra Singh (Fiji) |
| 14:00 UTC+11 | 14:00 UTC+11 |                                                                                      |                 |           | Honiara Publik: 400 Domare: Rajendra Singh (Fiji) | Honiara Publik: 400 Domare: Rajendra Singh (Fiji) |
| 14:00 UTC+11 | 14:00 UTC+11 |                                                                                      |                 |           | Honiara Publik: 400 Domare: Rajendra Singh (Fiji) | Honiara Publik: 400 Domare: Rajendra Singh (Fiji) |

|              | 17 maj 2004  | Tahiti                              | 2 – 0           | Tonga | Lawson Tama Stadium                                             |                                                                 |
| 16:00 UTC+11 | 16:00 UTC+11 | Gabriel Wajoka 1′ Axel Temataua 78′ | (1 – 0) Rapport |       | Honiara Publik: 400 Domare: Salaiau Sosongan (Papua Nya Guinea) | Honiara Publik: 400 Domare: Salaiau Sosongan (Papua Nya Guinea) |
| 16:00 UTC+11 | 16:00 UTC+11 |                                     |                 |       | Honiara Publik: 400 Domare: Salaiau Sosongan (Papua Nya Guinea) | Honiara Publik: 400 Domare: Salaiau Sosongan (Papua Nya Guinea) |
| 16:00 UTC+11 | 16:00 UTC+11 |                                     |                 |       | Honiara Publik: 400 Domare: Salaiau Sosongan (Papua Nya Guinea) | Honiara Publik: 400 Domare: Salaiau Sosongan (Papua Nya Guinea) |

|              | 19 maj 2004  | Nya Kaledonien                                                                                   | 8 – 0           | Tonga | Lawson Tama Stadium                                  |                                                      |
| 14:00 UTC+11 | 14:00 UTC+11 | José Hmae 4′ Paul Poatinda 26′, 42′, 79′ Michel Hmae 45′ Pierre Wajoka 54′, 58′ Robert Kaumé 72′ | (4 – 0) Rapport |       | Honiara Publik: 14 000 Domare: Lencie Fred (Vanuatu) | Honiara Publik: 14 000 Domare: Lencie Fred (Vanuatu) |
| 14:00 UTC+11 | 14:00 UTC+11 |                                                                                                  |                 |       | Honiara Publik: 14 000 Domare: Lencie Fred (Vanuatu) | Honiara Publik: 14 000 Domare: Lencie Fred (Vanuatu) |
| 14:00 UTC+11 | 14:00 UTC+11 |                                                                                                  |                 |       | Honiara Publik: 14 000 Domare: Lencie Fred (Vanuatu) | Honiara Publik: 14 000 Domare: Lencie Fred (Vanuatu) |

|              | 19 maj 2004  | Salomonöarna    | 1 – 1           | Tahiti            | Lawson Tama Stadium                                 |                                                     |
| 16:00 UTC+11 | 16:00 UTC+11 | Batram Suri 80′ | (0 – 1) Rapport | 30′ Vincent Simon | Honiara Publik: 18 000 Domare: Leone Rakaroi (Fiji) | Honiara Publik: 18 000 Domare: Leone Rakaroi (Fiji) |
| 16:00 UTC+11 | 16:00 UTC+11 |                 |                 |                   | Honiara Publik: 18 000 Domare: Leone Rakaroi (Fiji) | Honiara Publik: 18 000 Domare: Leone Rakaroi (Fiji) |
| 16:00 UTC+11 | 16:00 UTC+11 |                 |                 |                   | Honiara Publik: 18 000 Domare: Leone Rakaroi (Fiji) | Honiara Publik: 18 000 Domare: Leone Rakaroi (Fiji) |

### Grupp 2
| Nr | Lag               | S | V | O | F | GM | IM | MS  | P  |
| -- | ----------------- | - | - | - | - | -- | -- | --- | -- |
| 1  | Vanuatu           | 4 | 3 | 1 | 0 | 16 | 2  | +14 | 10 |
| 2  | Fiji              | 4 | 3 | 0 | 1 | 19 | 5  | +14 | 9  |
| 3  | Papua Nya Guinea  | 4 | 2 | 1 | 1 | 17 | 6  | +11 | 7  |
| 4  | Samoa             | 4 | 1 | 0 | 3 | 5  | 11 | −6  | 3  |
| 5  | Amerikanska Samoa | 4 | 0 | 0 | 4 | 1  | 34 | −33 | 0  |

|        | 10 maj 2004 | Papua Nya Guinea | 1 – 1   | Vanuatu           | Toleafoa J.S. Blatter Complex                        |                                                      |
| UTC−11 | UTC−11      | Mauri Wasi 73′   | (0 – 0) | 90+?′ Simon Lauru | Apia Publik: 500 Domare: Matthew Breeze (Australien) | Apia Publik: 500 Domare: Matthew Breeze (Australien) |
| UTC−11 | UTC−11      |                  |         |                   | Apia Publik: 500 Domare: Matthew Breeze (Australien) | Apia Publik: 500 Domare: Matthew Breeze (Australien) |
| UTC−11 | UTC−11      |                  |         |                   | Apia Publik: 500 Domare: Matthew Breeze (Australien) | Apia Publik: 500 Domare: Matthew Breeze (Australien) |

|              | 10 maj 2004  | Samoa                                                             | 4 – 0           | Amerikanska Samoa | Toleafoa J.S. Blatter Complex                       |                                                     |
| 16:00 UTC−11 | 16:00 UTC−11 | Dennis Bryce 12′ Tama Fasavalu 30′, 53′ Junior Michael 66′ (str.) | (2 – 0) Rapport |                   | Apia Publik: 500 Domare: Michael Afu (Salomonöarna) | Apia Publik: 500 Domare: Michael Afu (Salomonöarna) |
| 16:00 UTC−11 | 16:00 UTC−11 |                                                                   |                 |                   | Apia Publik: 500 Domare: Michael Afu (Salomonöarna) | Apia Publik: 500 Domare: Michael Afu (Salomonöarna) |
| 16:00 UTC−11 | 16:00 UTC−11 |                                                                   |                 |                   | Apia Publik: 500 Domare: Michael Afu (Salomonöarna) | Apia Publik: 500 Domare: Michael Afu (Salomonöarna) |

|              | 12 maj 2004  | Amerikanska Samoa | 1 – 9           | Vanuatu | Toleafoa J.S. Blatter Complex                   |                                                 |
| 14:00 UTC−11 | 14:00 UTC−11 | Natia Natia 39′   | (1 – 3) Rapport | 30′ (str.), 45′ Alphose Qorig 37′, 56′, 90+1′ Etienne Mermer 55′ Moise Poida 65′ Seimata Chilia 80′, 90+2′ Jean Maleb | Apia Publik: 400 Domare: Neil Fox (Nya Zeeland) | Apia Publik: 400 Domare: Neil Fox (Nya Zeeland) |
| 14:00 UTC−11 | 14:00 UTC−11 |                   |                 | | Apia Publik: 400 Domare: Neil Fox (Nya Zeeland) | Apia Publik: 400 Domare: Neil Fox (Nya Zeeland) |
| 14:00 UTC−11 | 14:00 UTC−11 |                   |                 | | Apia Publik: 400 Domare: Neil Fox (Nya Zeeland) | Apia Publik: 400 Domare: Neil Fox (Nya Zeeland) |

|              | 12 maj 2004  | Fiji                                                                        | 4 – 2           | Papua Nya Guinea                    | Toleafoa J.S. Blatter Complex                             |                                                           |
| 16:00 UTC−11 | 16:00 UTC−11 | Pita Rabo 24′ Veresa Toma 45+3′ Laisiasa Gataurua 78′ Seveci Rokotakala 90′ | (2 – 2) Rapport | 12′ Reginald Davani 44′ Paul Komboi | Apia Publik: 400 Domare: Constantinos Diomis (Australien) | Apia Publik: 400 Domare: Constantinos Diomis (Australien) |
| 16:00 UTC−11 | 16:00 UTC−11 |                                                                             |                 |                                     | Apia Publik: 400 Domare: Constantinos Diomis (Australien) | Apia Publik: 400 Domare: Constantinos Diomis (Australien) |
| 16:00 UTC−11 | 16:00 UTC−11 |                                                                             |                 |                                     | Apia Publik: 400 Domare: Constantinos Diomis (Australien) | Apia Publik: 400 Domare: Constantinos Diomis (Australien) |

|              | 15 maj 2004  | Fiji | 11 – 00         | Amerikanska Samoa | Toleafoa J.S. Blatter Complex                   |                                                 |
| 14:00 UTC−11 | 14:00 UTC−11 | Veresa Toma 7′, 11′, 16′ Thomas Vulivuli 24′ Seveci Rokotakala 32′, 34′ Waisake Sabutu 45+1′, 81′ Esala Masini 60′ Laisiasa Gataurua 75′, 77′ | (7 – 0) Rapport |                   | Apia Publik: 300 Domare: Neil Fox (Nya Zeeland) | Apia Publik: 300 Domare: Neil Fox (Nya Zeeland) |
| 14:00 UTC−11 | 14:00 UTC−11 | |                 |                   | Apia Publik: 300 Domare: Neil Fox (Nya Zeeland) | Apia Publik: 300 Domare: Neil Fox (Nya Zeeland) |
| 14:00 UTC−11 | 14:00 UTC−11 | |                 |                   | Apia Publik: 300 Domare: Neil Fox (Nya Zeeland) | Apia Publik: 300 Domare: Neil Fox (Nya Zeeland) |

|              | 15 maj 2004  | Samoa | 0 – 3           | Vanuatu                                              | Toleafoa J.S. Blatter Complex                        |                                                      |
| 16:00 UTC−11 | 16:00 UTC−11 |       | (0 – 1) Rapport | 13′ Etienne Mermer 55′ Seimata Chilia 57′ Jean Maleb | Apia Publik: 650 Domare: Matthew Breeze (Australien) | Apia Publik: 650 Domare: Matthew Breeze (Australien) |
| 16:00 UTC−11 | 16:00 UTC−11 |       |                 |                                                      | Apia Publik: 650 Domare: Matthew Breeze (Australien) | Apia Publik: 650 Domare: Matthew Breeze (Australien) |
| 16:00 UTC−11 | 16:00 UTC−11 |       |                 |                                                      | Apia Publik: 650 Domare: Matthew Breeze (Australien) | Apia Publik: 650 Domare: Matthew Breeze (Australien) |

|              | 17 maj 2004  | Amerikanska Samoa | 00 – 10         | Papua Nya Guinea                                                                                                | Toleafoa J.S. Blatter Complex                       |                                                     |
| 14:00 UTC−11 | 14:00 UTC−11 |                   | (0 – 7) Rapport | 23′, 24′, 40′, 79′ Reginald Davani 26′, 28′, 64′ Andrew Lepani 34′ Mauri Wasi 37′ Paul Komboi 71′ Michael Lohai | Apia Publik: 150 Domare: Michael Afu (Salomonöarna) | Apia Publik: 150 Domare: Michael Afu (Salomonöarna) |
| 14:00 UTC−11 | 14:00 UTC−11 |                   |                 | | Apia Publik: 150 Domare: Michael Afu (Salomonöarna) | Apia Publik: 150 Domare: Michael Afu (Salomonöarna) |
| 14:00 UTC−11 | 14:00 UTC−11 |                   |                 | | Apia Publik: 150 Domare: Michael Afu (Salomonöarna) | Apia Publik: 150 Domare: Michael Afu (Salomonöarna) |

|        | 17 maj 2004 | Samoa | 0 – 4           | Fiji                                                                    | Toleafoa J.S. Blatter Complex                             |                                                           |
| UTC−11 | UTC−11      |       | (0 – 1) Rapport | 17′ Veresa Toma 52′ Waisake Sabutu 82′ Esala Masi 84′ Seveci Rokotakala | Apia Publik: 450 Domare: Constantinos Diomis (Australien) | Apia Publik: 450 Domare: Constantinos Diomis (Australien) |
| UTC−11 | UTC−11      |       |                 |                                                                         | Apia Publik: 450 Domare: Constantinos Diomis (Australien) | Apia Publik: 450 Domare: Constantinos Diomis (Australien) |
| UTC−11 | UTC−11      |       |                 |                                                                         | Apia Publik: 450 Domare: Constantinos Diomis (Australien) | Apia Publik: 450 Domare: Constantinos Diomis (Australien) |

|              | 19 maj 2004  | Fiji | 0 – 3           | Vanuatu                                    | Toleafoa J.S. Blatter Complex            |                                          |
| 14:00 UTC−11 | 14:00 UTC−11 |      | (0 – 1) Rapport | 45+1′ Lorry Thomsen 63′, 65′ Wilkins Lauru | Apia Domare: Matthew Breeze (Australien) | Apia Domare: Matthew Breeze (Australien) |
| 14:00 UTC−11 | 14:00 UTC−11 |      |                 |                                            | Apia Domare: Matthew Breeze (Australien) | Apia Domare: Matthew Breeze (Australien) |
| 14:00 UTC−11 | 14:00 UTC−11 |      |                 |                                            | Apia Domare: Matthew Breeze (Australien) | Apia Domare: Matthew Breeze (Australien) |

|              | 19 maj 2004  | Samoa              | 1 – 4   | Papua Nya Guinea                                                           | Toleafoa J.S. Blatter Complex                             |                                                           |
| 16:00 UTC−11 | 16:00 UTC−11 | Junior Michael 69′ | Rapport | 16′ Reginald Davani 37′ Andrew Lepani 55′ Nathaniel Lepani 68′ Eric Komeng | Apia Publik: 300 Domare: Constantinos Diomis (Australien) | Apia Publik: 300 Domare: Constantinos Diomis (Australien) |
| 16:00 UTC−11 | 16:00 UTC−11 |                    |         |                                                                            | Apia Publik: 300 Domare: Constantinos Diomis (Australien) | Apia Publik: 300 Domare: Constantinos Diomis (Australien) |
| 16:00 UTC−11 | 16:00 UTC−11 |                    |         |                                                                            | Apia Publik: 300 Domare: Constantinos Diomis (Australien) | Apia Publik: 300 Domare: Constantinos Diomis (Australien) |

## Andra gruppspelet

### Inför
De fyra nationerna som tog sig vidare från den första fasen (ettan och tvåan i vardera gruppen) samt de två nationerna som stod över den första fasen spelar i en grupp om sex lag där de två bästa lagen går vidare till en finalplayoff.

### Gruppspel
| Nr | Lag          | S | V | O | F | GM | IM | MS  | P  |
| -- | ------------ | - | - | - | - | -- | -- | --- | -- |
| 1  | Australien   | 5 | 4 | 1 | 0 | 21 | 3  | +18 | 13 |
| 2  | Salomonöarna | 5 | 3 | 1 | 1 | 9  | 6  | +3  | 10 |
| 3  | Nya Zeeland  | 5 | 3 | 0 | 2 | 17 | 5  | +12 | 9  |
| 4  | Fiji         | 5 | 1 | 1 | 3 | 3  | 10 | −7  | 4  |
| 5  | Tahiti       | 5 | 1 | 1 | 3 | 2  | 24 | −22 | 4  |
| 6  | Vanuatu      | 5 | 1 | 0 | 4 | 5  | 9  | −4  | 3  |

|  | 29 maj 2004 | Vanuatu | 0 – 1   | Salomonöarna           | Marden Sports Complex                                 |                                                       |
|  |             |         | (0 – 0) | 51′ (str.) Batram Suri | Adelaide Publik: 200 Domare: Mark Shield (Australien) | Adelaide Publik: 200 Domare: Mark Shield (Australien) |
|  |             |         |         |                        | Adelaide Publik: 200 Domare: Mark Shield (Australien) | Adelaide Publik: 200 Domare: Mark Shield (Australien) |
|  |             |         |         |                        | Adelaide Publik: 200 Domare: Mark Shield (Australien) | Adelaide Publik: 200 Domare: Mark Shield (Australien) |

|  | 29 maj 2004 | Tahiti | 0 – 0   | Fiji | Hindmarsh Stadium                                       |                                                         |
|  |             |        | (0 – 0) |      | Adelaide Publik: 3 000 Domare: Stefano Farina (Italien) | Adelaide Publik: 3 000 Domare: Stefano Farina (Italien) |
|  |             |        |         |      | Adelaide Publik: 3 000 Domare: Stefano Farina (Italien) | Adelaide Publik: 3 000 Domare: Stefano Farina (Italien) |
|  |             |        |         |      | Adelaide Publik: 3 000 Domare: Stefano Farina (Italien) | Adelaide Publik: 3 000 Domare: Stefano Farina (Italien) |

|  | 29 maj 2004 | Australien          | 1 – 0   | Nya Zeeland | Hindmarsh Stadium                                         |                                                           |
|  |             | Marco Bresciano 40′ | (1 – 0) |             | Adelaide Publik: 12 130 Domare: Claus Bo Larsen (Danmark) | Adelaide Publik: 12 130 Domare: Claus Bo Larsen (Danmark) |
|  |             |                     |         |             | Adelaide Publik: 12 130 Domare: Claus Bo Larsen (Danmark) | Adelaide Publik: 12 130 Domare: Claus Bo Larsen (Danmark) |
|  |             |                     |         |             | Adelaide Publik: 12 130 Domare: Claus Bo Larsen (Danmark) | Adelaide Publik: 12 130 Domare: Claus Bo Larsen (Danmark) |

|  | 31 maj 2004 | Nya Zeeland                                         | 3 – 0   | Salomonöarna | Marden Sports Complex                                             |                                                                   |
|  |             | Brent Fisher 36′ Duncan Oughton 81′ Aaron Lines 90′ | (1 – 0) |              | Adelaide Publik: 217 Domare: Eduardo Iturralde Gonzalez (Spanien) | Adelaide Publik: 217 Domare: Eduardo Iturralde Gonzalez (Spanien) |
|  |             |                                                     |         |              | Adelaide Publik: 217 Domare: Eduardo Iturralde Gonzalez (Spanien) | Adelaide Publik: 217 Domare: Eduardo Iturralde Gonzalez (Spanien) |
|  |             |                                                     |         |              | Adelaide Publik: 217 Domare: Eduardo Iturralde Gonzalez (Spanien) | Adelaide Publik: 217 Domare: Eduardo Iturralde Gonzalez (Spanien) |

|  | 31 maj 2004 | Australien | 9 – 0   | Tahiti | Hindmarsh Stadium                                      |                                                        |
|  |             | Tim Cahill 14′, 47′ Josip Skoko 43′ Vincent Simon 44′ (sjm.) Mile Sterjovski 51′, 61′, 74′ David Zdrilic 85′ Scott Chipperfield 89′ | (3 – 0) |        | Adelaide Publik: 1 200 Domare: Harry Attison (Vanuatu) | Adelaide Publik: 1 200 Domare: Harry Attison (Vanuatu) |
|  |             | |         |        | Adelaide Publik: 1 200 Domare: Harry Attison (Vanuatu) | Adelaide Publik: 1 200 Domare: Harry Attison (Vanuatu) |
|  |             | |         |        | Adelaide Publik: 1 200 Domare: Harry Attison (Vanuatu) | Adelaide Publik: 1 200 Domare: Harry Attison (Vanuatu) |

|  | 31 maj 2004 | Fiji            | 1 – 0   | Vanuatu | Hindmarsh Stadium                                       |                                                         |
|  |             | Veresa Toma 73′ | (0 – 0) |         | Adelaide Publik: 500 Domare: Charles Ariiotima (Tahiti) | Adelaide Publik: 500 Domare: Charles Ariiotima (Tahiti) |
|  |             |                 |         |         | Adelaide Publik: 500 Domare: Charles Ariiotima (Tahiti) | Adelaide Publik: 500 Domare: Charles Ariiotima (Tahiti) |
|  |             |                 |         |         | Adelaide Publik: 500 Domare: Charles Ariiotima (Tahiti) | Adelaide Publik: 500 Domare: Charles Ariiotima (Tahiti) |

|  | 2 juni 2004 | Australien                                                        | 6 – 1   | Fiji                  | Marden Sports Complex                                               |                                                                     |
|  |             | Adrian Madaschi 6′, 50′ Tim Cahill 39′, 66′, 75′ Ahmad Elrich 89′ | (2 – 1) | 19′ Laisiasa Gataurua | Adelaide Publik: 2 200 Domare: Eduardo Iturralde Gonzalez (Spanien) | Adelaide Publik: 2 200 Domare: Eduardo Iturralde Gonzalez (Spanien) |
|  |             |                                                                   |         |                       | Adelaide Publik: 2 200 Domare: Eduardo Iturralde Gonzalez (Spanien) | Adelaide Publik: 2 200 Domare: Eduardo Iturralde Gonzalez (Spanien) |
|  |             |                                                                   |         |                       | Adelaide Publik: 2 200 Domare: Eduardo Iturralde Gonzalez (Spanien) | Adelaide Publik: 2 200 Domare: Eduardo Iturralde Gonzalez (Spanien) |

|  | 2 juni 2004 | Tahiti | 0 – 4   | Salomonöarna                                              | Hindmarsh Stadium                                |                                                  |
|  |             |        | (0 – 3) | 9′ Henry Fa'arodo 14′, 80′ Commins Menapi 42′ Batram Suri | Adelaide Publik: 50 Domare: Leone Rakaroi (Fiji) | Adelaide Publik: 50 Domare: Leone Rakaroi (Fiji) |
|  |             |        |         |                                                           | Adelaide Publik: 50 Domare: Leone Rakaroi (Fiji) | Adelaide Publik: 50 Domare: Leone Rakaroi (Fiji) |
|  |             |        |         |                                                           | Adelaide Publik: 50 Domare: Leone Rakaroi (Fiji) | Adelaide Publik: 50 Domare: Leone Rakaroi (Fiji) |

|  | 2 juni 2004 | Vanuatu                                                           | 4 – 2   | Nya Zeeland             | Hindmarsh Stadium                                     |                                                       |
|  |             | Seimata Chilia 37′ Lexa Bibi 64′ Jean Maleb 72′ Alphose Qorig 88′ | (1 – 0) | 61′, 75′ Vaughan Coveny | Adelaide Publik: 356 Domare: Stefano Farina (Italien) | Adelaide Publik: 356 Domare: Stefano Farina (Italien) |
|  |             |                                                                   |         |                         | Adelaide Publik: 356 Domare: Stefano Farina (Italien) | Adelaide Publik: 356 Domare: Stefano Farina (Italien) |
|  |             |                                                                   |         |                         | Adelaide Publik: 356 Domare: Stefano Farina (Italien) | Adelaide Publik: 356 Domare: Stefano Farina (Italien) |

|  | 4 juni 2004 | Nya Zeeland | 10 – 00 | Tahiti | Marden Sports Complex                                 |                                                       |
|  |             | Vaughan Coveny 6′, 38′, 45′ Brent Fisher 16′, 22′, 63′ Neil Warren Jones 72′ Duncan Oughton 74′ Ryan Nelsen 82′, 87′ | (5 – 0) |        | Adelaide Publik: 200 Domare: Mark Shield (Australien) | Adelaide Publik: 200 Domare: Mark Shield (Australien) |
|  |             | |         |        | Adelaide Publik: 200 Domare: Mark Shield (Australien) | Adelaide Publik: 200 Domare: Mark Shield (Australien) |
|  |             | |         |        | Adelaide Publik: 200 Domare: Mark Shield (Australien) | Adelaide Publik: 200 Domare: Mark Shield (Australien) |

|  | 4 juni 2004 | Fiji            | 1 – 2   | Salomonöarna                        | Hindmarsh Stadium                                      |                                                        |
|  |             | Veresa Toma 21′ | (1 – 1) | 16′ Paul Kakai 82′ Mahlon Houkarawa | Adelaide Publik: 1 500 Domare: Harry Attison (Vanuatu) | Adelaide Publik: 1 500 Domare: Harry Attison (Vanuatu) |
|  |             |                 |         |                                     | Adelaide Publik: 1 500 Domare: Harry Attison (Vanuatu) | Adelaide Publik: 1 500 Domare: Harry Attison (Vanuatu) |
|  |             |                 |         |                                     | Adelaide Publik: 1 500 Domare: Harry Attison (Vanuatu) | Adelaide Publik: 1 500 Domare: Harry Attison (Vanuatu) |

|  | 4 juni 2004 | Vanuatu | 0 – 3   | Australien                             | Hindmarsh Stadium                                         |                                                           |
|  |             |         | (0 – 1) | 25′, 85′ John Aloisi 81′ Brett Emerton | Adelaide Publik: 4 000 Domare: Charles Ariiotima (Tahiti) | Adelaide Publik: 4 000 Domare: Charles Ariiotima (Tahiti) |
|  |             |         |         |                                        | Adelaide Publik: 4 000 Domare: Charles Ariiotima (Tahiti) | Adelaide Publik: 4 000 Domare: Charles Ariiotima (Tahiti) |
|  |             |         |         |                                        | Adelaide Publik: 4 000 Domare: Charles Ariiotima (Tahiti) | Adelaide Publik: 4 000 Domare: Charles Ariiotima (Tahiti) |

|  | 6 juni 2004 | Tahiti                               | 2 – 1   | Vanuatu          | Marden Sports Complex                             |                                                   |
|  |             | Axel Temataua 40′ Gabriel Wajoka 89′ | (1 – 1) | 23′ Richard Iwai | Adelaide Publik: 300 Domare: Leone Rakaroi (Fiji) | Adelaide Publik: 300 Domare: Leone Rakaroi (Fiji) |
|  |             |                                      |         |                  | Adelaide Publik: 300 Domare: Leone Rakaroi (Fiji) | Adelaide Publik: 300 Domare: Leone Rakaroi (Fiji) |
|  |             |                                      |         |                  | Adelaide Publik: 300 Domare: Leone Rakaroi (Fiji) | Adelaide Publik: 300 Domare: Leone Rakaroi (Fiji) |

|  | 6 juni 2004 | Fiji | 0 – 2   | Nya Zeeland                     | Hindmarsh Stadium                                        |                                                          |
|  |             |      | (0 – 1) | 8′ Che Bunce 56′ Vaughan Coveny | Adelaide Publik: 2 000 Domare: Claus Bo Larsen (Danmark) | Adelaide Publik: 2 000 Domare: Claus Bo Larsen (Danmark) |
|  |             |      |         |                                 | Adelaide Publik: 2 000 Domare: Claus Bo Larsen (Danmark) | Adelaide Publik: 2 000 Domare: Claus Bo Larsen (Danmark) |
|  |             |      |         |                                 | Adelaide Publik: 2 000 Domare: Claus Bo Larsen (Danmark) | Adelaide Publik: 2 000 Domare: Claus Bo Larsen (Danmark) |

|  | 6 juni 2004 | Salomonöarna            | 2 – 2   | Australien                       | Hindmarsh Stadium                                                   |                                                                     |
|  |             | Commins Menapi 43′, 75′ | (1 – 0) | 50′ Tim Cahill 52′ Brett Emerton | Adelaide Publik: 3 500 Domare: Eduardo Iturralde Gonzalez (Spanien) | Adelaide Publik: 3 500 Domare: Eduardo Iturralde Gonzalez (Spanien) |
|  |             |                         |         |                                  | Adelaide Publik: 3 500 Domare: Eduardo Iturralde Gonzalez (Spanien) | Adelaide Publik: 3 500 Domare: Eduardo Iturralde Gonzalez (Spanien) |
|  |             |                         |         |                                  | Adelaide Publik: 3 500 Domare: Eduardo Iturralde Gonzalez (Spanien) | Adelaide Publik: 3 500 Domare: Eduardo Iturralde Gonzalez (Spanien) |

## Final
Ettan och tvåan i den andra gruppspelet mötes i ett dubbelmöte, hemma/borta, om en plats i det interkonfederala playoffmötet med femman i den sydamerikanska VM-kvalgruppen.
Dubbelmöte
| 1 | 3 september 2005 | Australien | 7 – 0 | Salomonöarna |  |  |
|   |                  |            |       |              |  |  |
|   |                  |            |       |              |  |  |
|   |                  |            |       |              |  |  |

| 2 | 6 september 2005 | Salomonöarna | 1 – 2 | Australien |  |  |
|   |                  |              |       |            |  |  |
|   |                  |              |       |            |  |  |
|   |                  |              |       |            |  |  |